# Asociación de Remo Hondarribia
Hondarribia Arraun Elkartea (cuyo nombre significa en español Asociación de Remo Fuenterrabía) es un club de remo del municipio de Fuenterrabía, casi 17 000 habitantes, situado en el extremo noreste de la provincia de Guipúzcoa, a unos 20 km al este de la capital, San Sebastián, en la desembocadura del río Bidasoa, que hace de frontera natural con Hendaya (Francia).

## Historia Banco Fijo

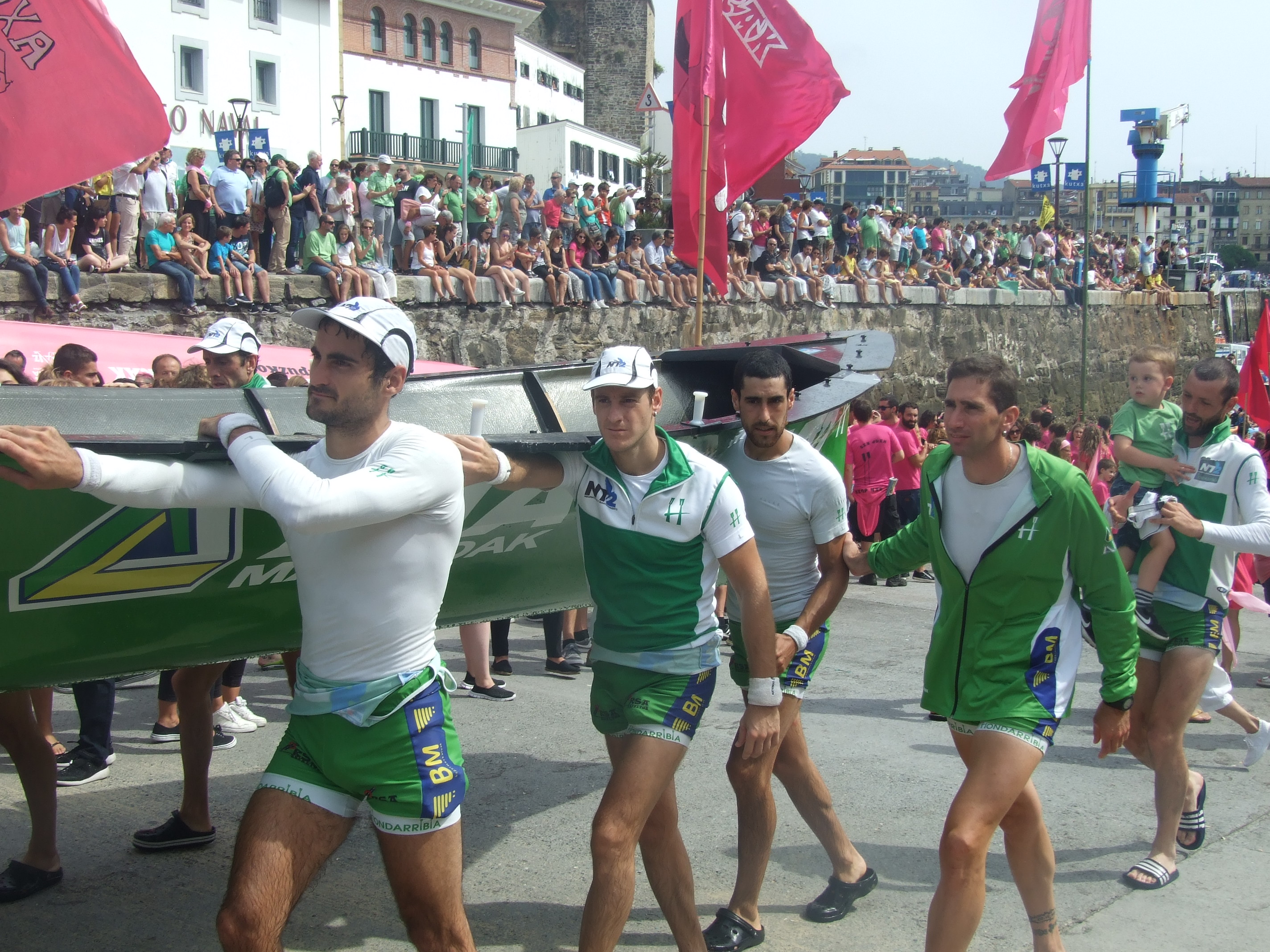
Fuenterrabia en la bandera de la Concha en 2016.

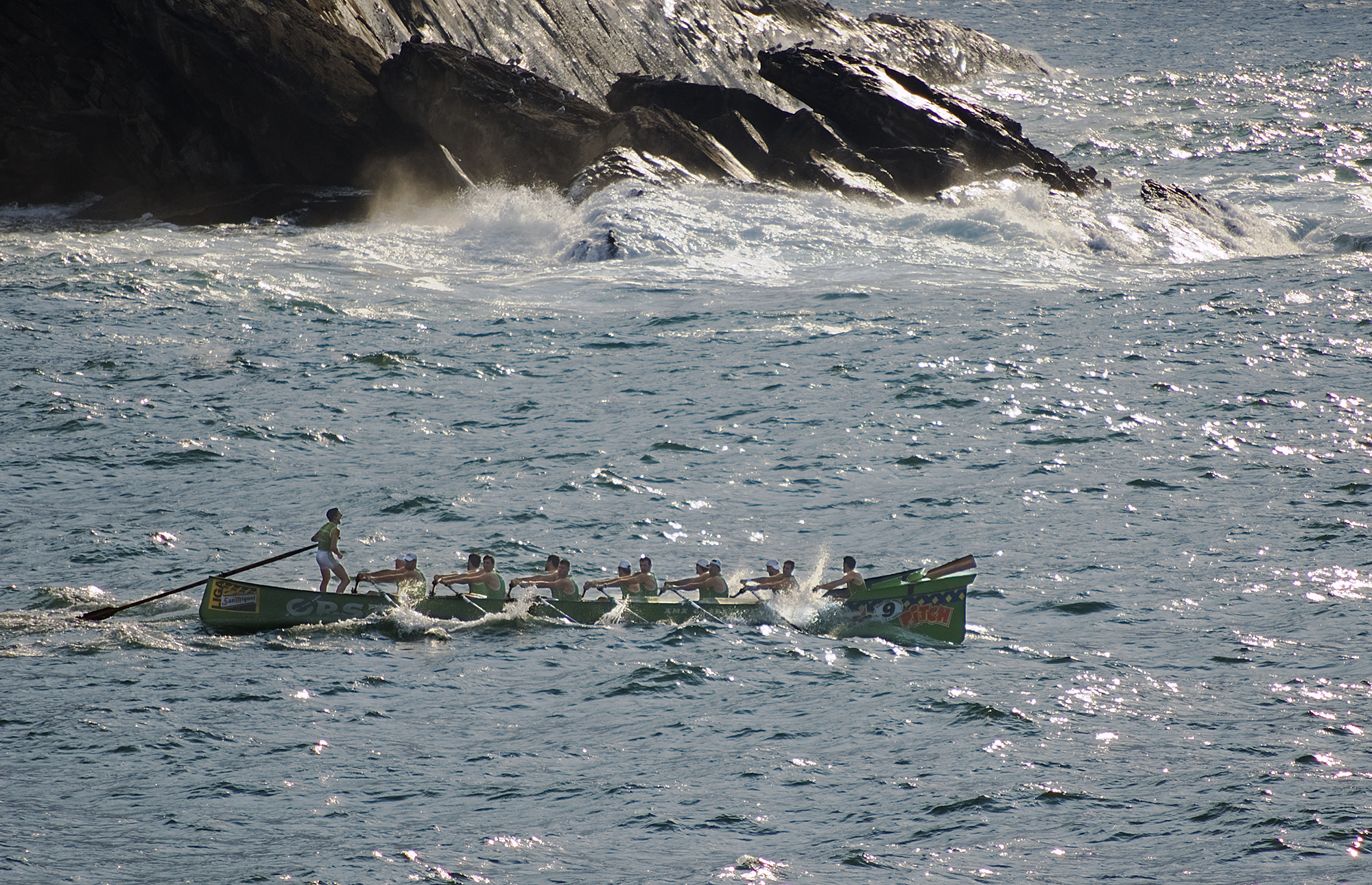
Equipo en la bandera de la Concha en 2007.

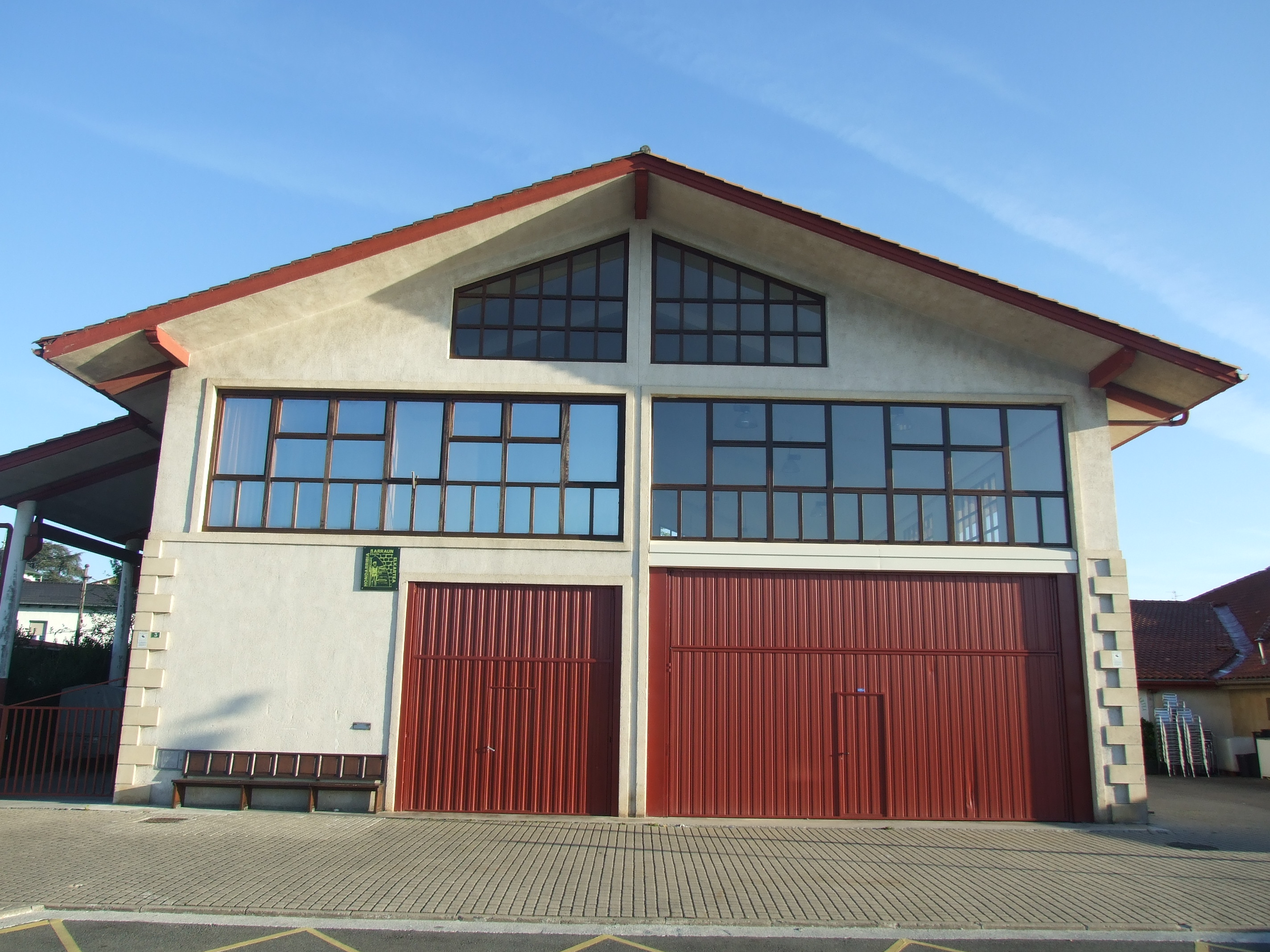
Instalaciones de la institución.

- 1862-. Primera noticia que se tiene de una participación de Fuenterrabía en una regata fue disputada en Bayona y resultó vencedora.
- 1868-. Una Trainera de la localidad vence en un desafío a otras dos embarcaciones una de San Sebastián y la otra de Motrico.
- 1891-. Participa con dos traineras en las regatas de San Juan de Luz, quedando primera y segunda. 
  - Dos Amigos- Patrón: Antonio Sorondo (de la marina).
  - San José- Patrón: Román González (del pueblo).
- 1892-. Gana la regata de San Juan de Luz con una trainera llamada "La Coruña".
- 1893-. Gana la regata de Biárriz.
- 1895-. Repite triunfo en Biárriz.
- 1920 Fuenterrabía participará por primera vez en las regatas de la Concha. La Trainera ya se llama " Ama Guadalupekoa " y la patronea Ramón Lecuona.
- Tuvo varios nombres la trainera hondarribitarra hasta después de la guerra civil: Ondarrabittarra, Virgen del Mar, San Antonio, Ama Guadalupekoa, Elkano III.
- 1934 - 1935-. Participó en la Concha con dos traineras, la del pueblo y la de la marina, aunque al final solo quedó la de la marina y se utiliza el color actual: El verde.

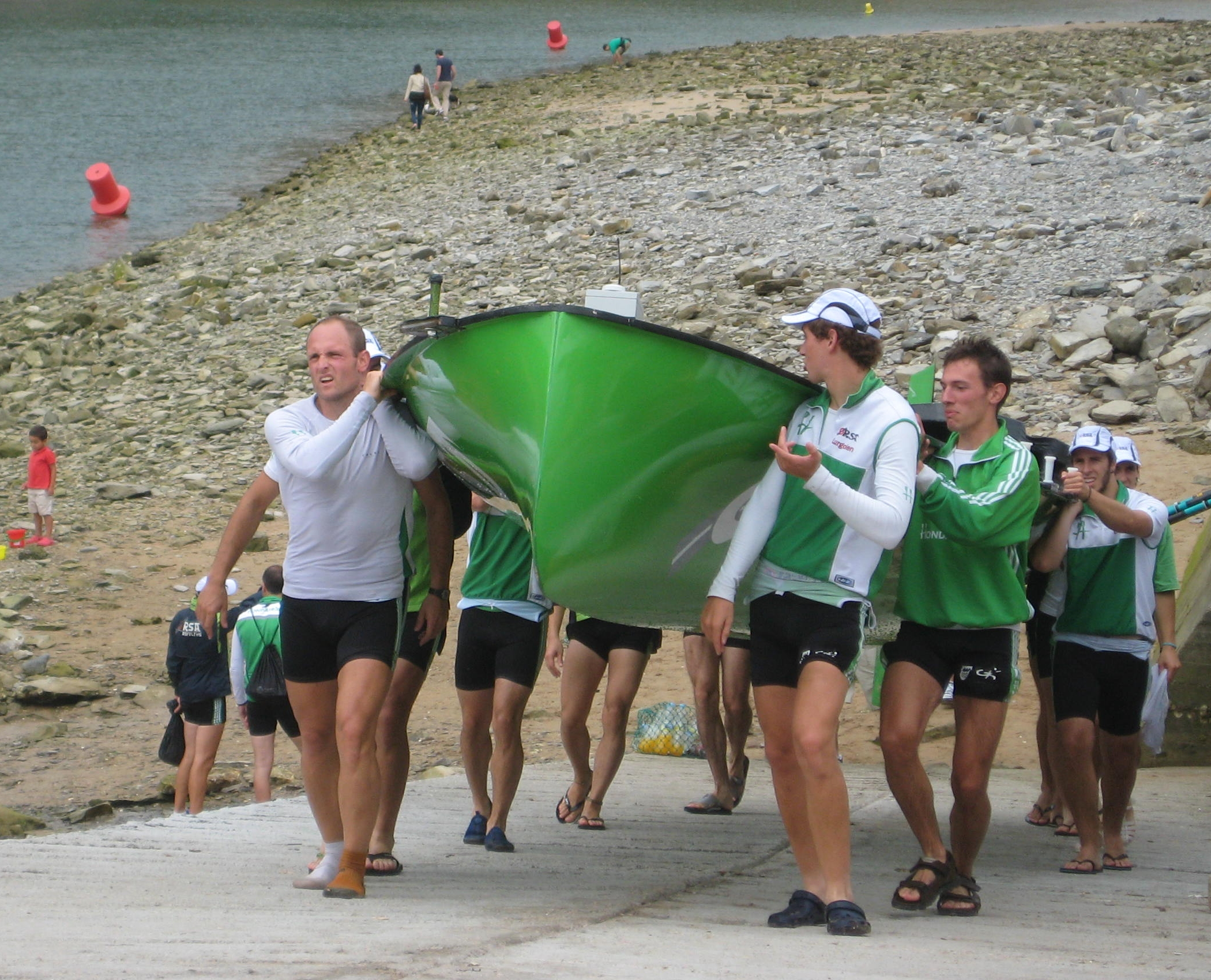
Remeros de Hondarribia, en 2011.

- 1940 - 1950-. Participa en todas las regatas de la Concha salvo el año 1946. Consiguió cuatro banderas: 
  - 1941: Patrón Román Aguirre.
  - 1943: Patrón Pedro González.
  - 1947: Patrón Bernardo Elduayen
  - 1948: Patrón Bernardo Elduayen.
- 1947: El club de Kerizpe se proclama campeón estatal de Trainerillas.
- 1950 - 1960-. No fueron buenos años para la trainera Local, participando solo tres veces en la Concha y en un par de ocasiones en el estatal de trainerillas.
- 1960-. Fue fundamental para la historia del remo en Fuenterrabía ya que se funda el actual club "Hondarribia Arraun Elkartea". Llegaron los éxitos, ganando cuatro banderas de la Concha consecutivas (1965-68) de la mano de José Ángel Lujambio. Se ganaron también dos copas del generalísimo (1966 y 1968) y dos grandes premios del nervión (1967 y 1968).
- 1965-. Se celebran dos desafíos del cantábrico consistiendo en dos regatas celebradas en Santoña y San Sebastián Participan las dos mejores traineras de aquellos años la de Hondarribia y la de Pedreña ganando Hondarribia ambas regatas.
- 1970 - 1980-. Apenas se cosechan triunfos, aunque la participación es abundante se ganan las banderas de Marina de Cudeyo y Santoña de 1973.
- 1980 - 1990-. Participa en la Concha en cinco ocasiones siendo 1988 el mejor año. Gana las banderas de Santander, Castro, Y Portugalete.
- 1985-. Se comienza a organizar la Hondarribiko Ikurriña.
- 1990 - 2003-. Son numerosos los triunfos de la "Ama Guadalupekoa".
- 2003-. Comienza la 1. Liga ACT quedando 7. con 97 puntos.
- 2004-. En la 2. Edición de la Liga ACT quedó en la 3. posición con 134 puntos.
- 2005-. 2.º puesto en la liga con 187 puntos.
- 2006-. 1. triunfo en la Liga ACT, que desde este año se llamará Liga San Miguel, tras una temporada muy regular consiguiendo 196 puntos. No se clasifican para las regatas de la Concha.
- 2007-. En la 2. Edición de la Liga San Miguel la medalla de bronce con 163 puntos.
- 2008-. Con un comienzo no muy bueno, y una mejoría notable, consiguieron un 7. puesto con 118 puntos.
- 2009-. 3.º puesto en la liga con 155 puntos.
- 2010-. 9.º puesto en la liga con 90 puntos. Consiguen 1 bandera en la temporada y es la primera vez que se quedan fuera de las últimas regatas donde se juegan los playoffs de ascenso y descenso de la liga.
- 2011-. 3.º puesto obteniendo 3 banderas y 168 puntos.
- 2012-. 2.º puesto en la liga, 6 banderas y 176 puntos.
- 2013-. 4.º puesto, 2 banderas y 159 puntos.
- 2014-. 1.º puesto (2.ª vez que ganan la liga), 7 banderas y 203 puntos.
- 2015-. 1.º puesto (3.ª vez que ganan la liga), 12 banderas en la Liga San Miguel y 217 puntos (logrando el récord histórico de puntos de esta competición). 31 banderas conseguidas en todas las competiciones de la temporada.
- 2016-. 2.º puesto en la Liga. 9 banderas en la Liga San Miguel y 212 puntos. 19 banderas conseguidas en todas las competiciones de la temporada.
- 2017-. 2.º puesto en la Liga. 6 banderas en la Eusko Label liga y 196 puntos.  4.º puesto en la bandera de la Concha.

## Directiva
| Nombre                              | Directivo desde | Función        | Lugar de Nacimiento |
| Jose Miguel Elduayen                | 1999            | Presidente     | Fuenterrabía        |
| Koldo Diaz Vitoria                  | 1999            | Vicepresidente | Fuenterrabía        |
| Juan Mª Bello Gonzalez              | 1999            | Tesorero       | Fuenterrabía        |
| Andrés Olaskoaga Susperregi         | 1999            | Secretario     | Fuenterrabía        |
| Edorta Kanpandegi Iturbe            | 1999            | Gerente        | Fuenterrabía        |
| Ricardo Alberdi Arruabarrena        | 1999            | Vocal          | Fuenterrabía        |
| Miguel Mª Oronoz Bailador           | 1999            | Vocal          | Fuenterrabía        |
| José Javier Yarza Bereau            | 1999            | Vocal          | Fuenterrabía        |
| Andoni Olaskoaga Arocena            | 1999            | Vocal          | Fuenterrabía        |
| José Manuel Isasa Lizargarate       | 1999            | Vocal          | Fuenterrabía        |
| Francisco Javier González Etxabarri | 1999            | Delegado       | Fuenterrabía        |
| Mikel Orbañanos                     | 2003            | Entrenador A   | Orio                |
| Asier Puertas Orbañanos             | 2017            | Entrenador B   | Orio                |

## Equipos

### Banco Fijo
- Trainera
  - Hondarribia A-. Uno de los mejores equipos de la Liga San Miguel llegándolo a ganar en 3 ocasiones (2006, 2014 y 2015). También ha conseguido a través de los años 11 Banderas de la Concha, 2 oros,3 platas y 2 bronces en el Campeonato de España de Traineras, además de 4 Campeonatos del País Vasco de Traineras y 5 Campeonatos de Guipúzcoa de Traineras.
  - Hondarribia B-. Es el segundo equipo del Hondarribia A. E., esta embarcación es no ha ganado ningún título importante ya que al ser el 2. equipo no tiene derecho de ir a Bandera de la Concha ni al Campeonato de España de Traineras. Además, en la Liga San Miguel siempre debe de estar, mínimo, una categoría más baja que la embarcación antes nombrada. En estos momentos está en la ARC1, que es la categoría inferior a la Liga San Miguel.
  - Hondarribia Femenino Esta trainera ha sido creada en el año 2005 para disputar la primera regata femenina de traineras llamada "Txingudiko Bandera" y celebrada en la misma localidad.